# Anna Giordano
Pour les articles homonymes, voir Giordano.
Anna Giordano, est une environnementaliste sicilienne. Elle est connue comme ornithologiste et pour son engagement au WWF.

## Biographie
En 1981, Anna Giordano a rejoint la Ligue italienne de protection des oiseaux à l'âge de six ans.
En 1986, elle échappe à un attentat à la bombe organisé par des braconniers siciliens.
De 1996 à 2003 elle a été directrice de la Réserve naturelle des marais salants de Trapani et Paceco en Sicile.
Elle s'est engagée contre le projet du Pont de Messine, jusqu'à l'abandon du projet en 2013.

## Distinction
Anna Giordano est l'un des six lauréats 1998 du Prix Goldman de l'Environnement.